# Deutsch-seychellische Beziehungen
Die Deutsch-seychellischen Beziehungen sind das zwischenstaatliche Verhältnis zwischen Deutschland und den Seychellen. Beide Länder unterhalten seit den 1970er Jahren diplomatische Beziehungen, haben jedoch keine Botschafter ausgetauscht. Die Deutsche Botschaft in Nairobi ist auf den Seychellen nebenakkreditiert, während die seychellische Botschaft in London mit der Pflege der Beziehungen zu Deutschland beauftragt ist. Das Auswärtige Amt beschreibt die gegenseitigen Beziehungen als "harmonisch und freundschaftlich". Beide Seiten seien "gleichgesinnte Partner in Fragen von Klima, Sicherheit, Umwelt und Menschenrechte".

## Geschichte
Die Kontakte zwischen beiden Ländern intensivierten sich im späten 19. Jahrhundert, als deutsch Entdecker und Forscher die Natur der Seychellen erforschten. Der Zoologe und Ökologe Karl August Möbius besuchte 1874 Mauritius und die Seychellen. 1899 erreichte schließlich die Valdivia-Expedition die Insel Mahé.
Nach der Unabhängigkeit der Seychellen vom Vereinigten Königreich am 29. Juni 1976 etablierte der junge Staat wenige Tage später diplomatische Beziehungen mit der DDR. Mit der BRD wurden kurze Zeit später im Januar 1977 Beziehungen aufgenommen. In den 1990er Jahren unterstütze das wiedervereinigte Deutschland den Demokratisierungsprozess auf den Seychellen, indem es einen Verfassungsexperten entsendete und Hilfe bei der Durchführung von Wahlen leistete.

## Wirtschaftsbeziehungen
Der gegenseitige Warenhandel ist von geringer Intensität. Einige deutsche Unternehmen sind auf den Seychellen beim Ausbau der erneuerbaren Energien aktiv. 2024 lagen die deutschen Warenexporte auf die Seychellen bei 18,8 Millionen Euro und die Importe aus dem Land bei 24,3 Millionen Euro, davon größtenteils Rohstoffe. In der Rangliste der deutschen Handelspartner nahmen die Seychellen damit Rang 164 ein.
Ein wichtiger Aspekt der gegenseitigen Wirtschaftsbeziehungen ist der Tourismus. 2018 besuchten 56.000 deutsche Touristen die Inselrepublik und waren damit ein wichtiger Devisenbringer. Deutsche stellten damit das größte Kontingent ausländischer Besucher.

## Kulturbeziehungen
Der Botanische Garten Rombergpark und der Seychelles National Botanical Gardens einen Vertrag über den Austausch von Wissenschaftlern, Experten und technischem Personal sowie über gegenseitige Unterstützung im September 2018.